# Кравченко Олександр Іванович (артист)
Кра́вченко Олекса́ндр Іва́нович (30 червня 1949, село Прачі Борзнянського району Чернігівської області — 10 лютого 2023, Париж, Франція) — актор Київського національного академічного театру оперети, поет, автор проекту Національної оперети «Поетичний театр». Народний артист України (1997). Професор Київського університету культури і мистецтв. Викладач культури мовлення в Національному університеті театру, кіно і телебачення імені І.К. Карпенка-Карого

## Життєпис
Народився 30 червня 1949 року в селі Прачі Борзнянського району Чернігівської області в сім'ї колгоспників.
Закінчив Київський театральний інститут імені Івана Карпенка-Карого і Миколаївський педагогічний інститут.
По закінченні театрального інституту грав у трупі Житомирського драматичного театру. Переїхавши до Миколаєва, почав кар'єру в українському театрі драми і музичної комедії (1971—1972, 1983—1997). Також працював у Миколаївському російському драматичному театрі ім. В. Чкалова (1977—1982), у Кишиневі і Севастополі (1973—1976).
З 1997 стає одним з провідних акторів Київського національного академічного театру оперети. Знімався в кіно.
Повний кавалер ордена «За заслуги» І, II та III ступенів.
13 березня 2014 серед інших діячів культури поставив свій підпис під «Заявою від діячів культури України до творчої спільноти світу».
З осені 2021 року викладач кафедри сценічної мови у КНУТКіТ ім. Карпенка-Карого.
Помер 10 лютого 2023 року. Прощання — 16 лютого в Національній опереті України. Похований на Лісовому кладовищі у Києві.

## Ролі в театрі
Київський національний академічний театр оперети
- «Циганський барон» Йоганна Штрауса; реж.Віктор Шулаков — Барінкай
- «Моя чарівна леді» Фредеріка Лоу; реж. Олександр Барсегян — Альфред Дуліттл
- 2018 — «Скрипаль на даху» Дж. Бока; реж. Богдан Струтинський — Лазар
- «Ханума»; реж. Іраклій Гогія — князь Вано Пантіашвілі
- «Маруся Чурай»; реж. Сергій Павлюк — Богдан Хмельницький
- Франческу («Граф Люксембург» Ф. Легара); реж. Петро Ільченко
- Писар («Майська ніч» М. Лисенка); реж. Сергій Сміян
- Філіпп («Баядера» Імре Кальмана); реж.Сергій Сміян
- Барон Моріц («Маріца» Імре Кальмана); реж. Сергій Сміян
- Данило («Весела вдова» Ф. Легара)реж. Сергій Сміян
- Амадей («Летюча миша» Й. Штрауса)реж. Тамара Тимошко-Горюшко
- Радник Снігової королеви («Карнавал казок в Україні» В. Домшинського); реж.Богдан Струтинський
- Хрущ («Дюймовочка» Г. Кудінової)
- Кальверо («Вогні рампи» Г. Фролова)реж.Микола Яремків

- «Американська комедія» М. Самойлова; реж. Сергій Сміян
- «Бал у Савойї» П. Абрахамареж.Богдан Струтинський
- «Лампа Аладіна» С. Бедусенка; реж. Тамара Тимошко-Горюшко
- «Фіалка Монмартру» Імре Кальман; реж. Сергій Сміян
- «Цілуй мене, Кет!» К. Портера; реж.Богдан Струтинський - (генерал Харрісон Хауелл).

## Фільмографія
- 1967 — «Планета Сперанта»; реж. Юрій Олененко
- 1967 — «Незабутнє»; реж. Юлія Солнцева
- 1991 — «Пам'ятай» (Изгой); реж. Володимир Савельєв
- 2008 — «Богдан-Зиновій Хмельницький»; реж. Микола Мащенко